# Pretty Little Angel Eyes
«Pretty Little Angel Eyes» es una canción interpretada por el cantante estadounidense Curtis Lee, publicado como sencillo el 28 de julio de 1961 por London Records (como HLX 9397).

## Recepción de la crítica
El crítico de AllMusic Bruce Eder elogió el sonido “distintivo” de la canción y la considera un ejemplo del sonido temprano de Phil Spector. El periodista musical Mick Brown la describió como “una canción mediocre redimida solo por el uso de Spector de un cuarteto negro llamado The Halos que brindaba un respaldo infeccioso de doo-wop”. Billboard escribió que “Curtis Lee le da a este esfuerzo contagioso una interpretación contundente de primer nivel sobre un sólido respaldo de rock”.

## Posicionamiento

### Gráfica semanal
| Gráfica (1961)                     | Pico de posición |
| ---------------------------------- | ---------------- |
| Canadá (CHUM Chart)                | 15               |
| Estados Unidos (Billboard Hot 100) | 7                |
| Estados Unidos (Cashbox Top 100)   | 6                |
| Nueva Zelanda (Lever Hit Parade)   | 5                |
| Reino Unido (UK Singles Chart)     | 47               |

### Gráfica de fin de año
| Gráfica (1961)                     | Pico de posición |
| ---------------------------------- | ---------------- |
| Estados Unidos (Billboard Hot 100) | 77               |
| Estados Unidos (Cashbox Top 100)   | 56               |

## Otras versiones
- El grupo de rock 'n' roll Showaddywaddy lanzó una versión de la canción en 1978 que alcanzó el puesto #5 en la lista de sencillos del Reino Unido.[15]